# 化學革命

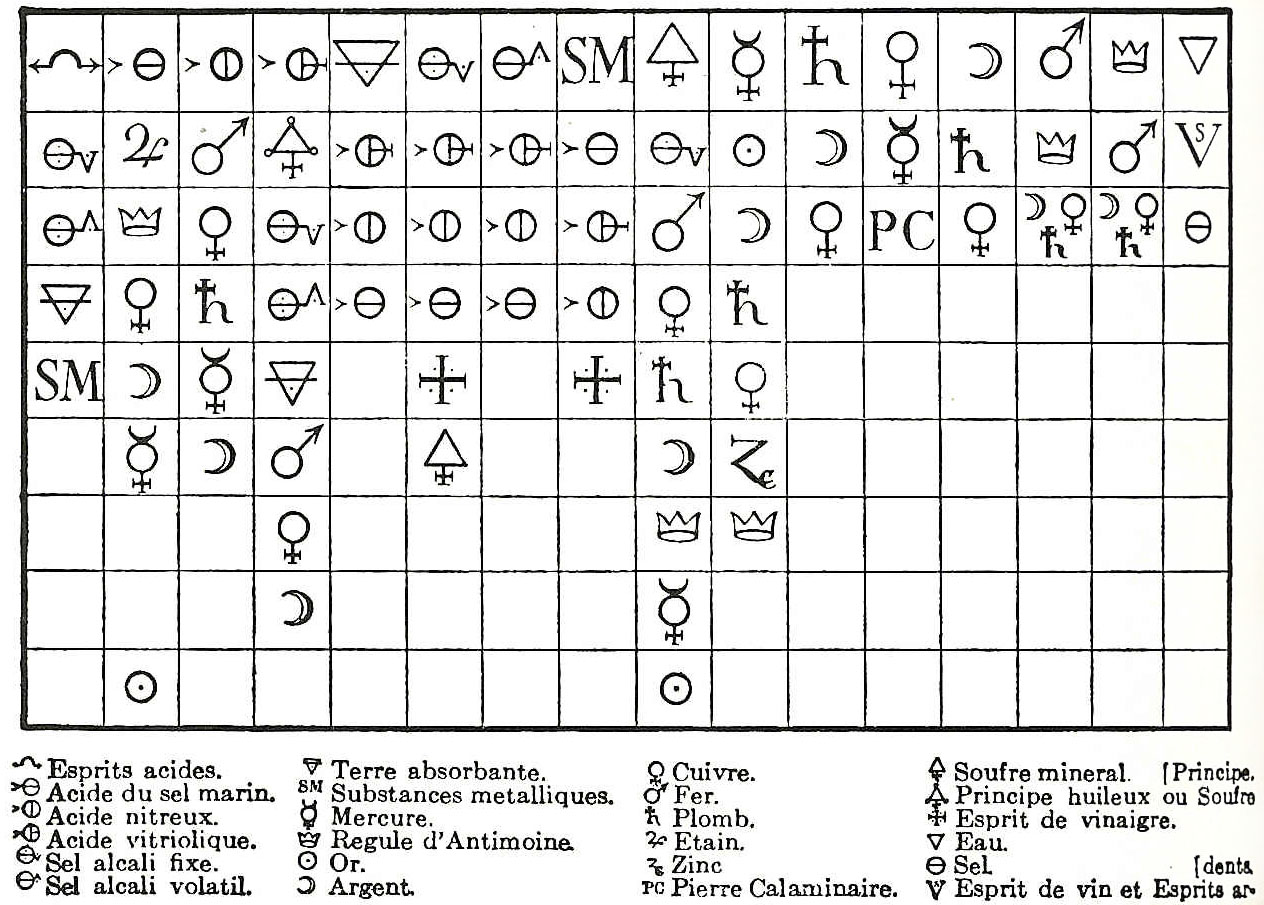
Geoffroy 1718 親和力表：各個列首可以和其底下的所有物質結合，一些歷史學家定義這是化學革命的開始。

化學革命，也稱作第一次化學革命，是早期近代化學的突破，其中高潮在於質量守恆定律以及關於氧的燃燒理論。在19、20世紀時，這個革命認為是法國化學家安東萬-羅倫·德·拉瓦節（現代化學之父）的工作。然而，最近有關早期的現代化學史的研究，認為化學革命（包括化學理論的漸進改變和實踐）已出現超過兩世紀之久。 所謂的科學革命發生在16到17世紀，而化學革命發生在17到18世紀。
數個因素導致了這場革命。首先，從煉金術發展出的重量分析法以及新種類醫學及工業儀器的出現。在這様的環境中，化學家開始挑戰古希臘學者提出的假說。 舉例來說，化學家開始斷言所有物質的組成，比希臘人的四元素或中古提出的八元素等煉金假說還複雜。愛爾蘭的化學家勞勃·波以耳提出化學革命的基礎和發表他的機械論微粒子哲學，其中的基礎是煉金小體論以追溯到偽賈比爾的科學方法。
其他工廠包括新的實驗技術，以及約瑟夫·布拉克在18世紀中葉時發現了固定氣體（二氧化碳）。這個發現是尤其重要的，因為它 憑經驗地證明空氣不是只由單單一種物質，且它公認了氣體是一種重要的實驗物質。18世紀末，亨利·卡文迪什和约瑟夫·普利斯特里進一步證明大氣不是一種元素而是數種不同氣體所組成的混合物。拉瓦錫用一種新的命名法翻譯化學物質的名子 更加吸引19世紀科學家。也改變發生在大氣在哪一個工業革命 增加公共興趣在學習和練習化學。當描述重塑化學命名法的工作，安托万-洛朗·德·拉瓦锡嘗試用更誇張的要求那個來套化學家的新核心：
|  | We must clean house thoroughly, for they have made use of an enigmatical language peculiar to themselves, which in general presents one meaning for the adepts and another meaning for the vulgar, and at the same time contains nothing that is rationally intelligible either for the one or for the other. |

最後一階的革命被拉瓦錫在1789年出版的Traité Élémentaire de Chimie（化學元素）所推動。其他的也隨著這個出版物開始跟進，拉瓦錫綜合了他人的研究並創造了「氧」一詞。他也解釋燃燒的理論，並以他對熱質說的看法挑戰了燃素說。Traité 採用了新化學的概念並描述了實驗和導致他的結論的理由。像牛頓的「自然哲學的數學原理」是科學革命的高潮，拉瓦錫的Traité 可以被視為化學革命的高潮。
拉瓦錫的論點並沒有馬上被接受，而他花了數十年重新獲得動力。 這種轉變是透過永斯·貝采利烏斯，想出了一個簡單的速記來描述基於約翰·道耳頓的原子量理論的化學物質的人，所做出的實驗的協助。

## 延伸閱讀
- William B. Jensen, "Logic, History, and the Chemistry Textbook: III. One Chemical Revolution or Three?", Journal of Chemical Education, Vol. 75, No. 8, August 1998
- John G. McEvoy. . Pickering & Chatto. 2010. ISBN 978-1-84893-030-8. See also book review （页面存档备份，存于） by Seymour Mauskopf in HYLE--International Journal for Philosophy of Chemistry, Vol. 17, No.1 (2011), pp. 41–46.

## 外部連結
- Chemistry :: The chemical revolution （页面存档备份，存于） – Encyclopædia Britannica
- A bibliography on the chemical revolution – University of Valencia

1. ↑  Kim, Mi Gyung (2003).
2. ↑  Matthew Daniel Eddy, Seymour Mauskopf, and William R. Newman (2014).
3. ↑  Matthew Daniel Eddy, Seymour Mauskopf and William R. Newman (Eds.) (2014).
4. ↑  Ursula Klein (July 2007).
5. ↑  Jaffe, B. (1976).
6. ↑  Eddy, Matthew Daniel (2008).